# Episodi di Squadra speciale Lipsia (seconda stagione)
La seconda stagione della serie televisiva Squadra speciale Lipsia è stata trasmessa in anteprima in Germania dalla ZDF tra il 23 gennaio 2002 e il 3 aprile 2002.
| nº | Titolo originale   | Titolo italiano           | Prima TV Germania | Prima TV Italia |
| -- | ------------------ | ------------------------- | ----------------- | --------------- |
| 1  | Der Lockvogel      | Specchietto per allodole  | 23 gennaio 2002   |                 |
| 2  | Irrwege            | Espiazione                | 30 gennaio 2002   |                 |
| 3  | Dickes Blut        | Il sangue non è acqua     | 6 febbraio 2002   |                 |
| 4  | Alte Freunde       | Vecchie amicizie          | 13 febbraio 2002  |                 |
| 5  | Mädchen            | Freddy e Nadine           | 20 febbraio 2002  |                 |
| 6  | Echte Profis       | Professionisti dilettanti | 27 febbraio 2002  |                 |
| 7  | Eine Liebe von Jan | Il movente                | 6 marzo 2002      |                 |
| 8  | Schuld ohne Sühne  | Problema di coscienza     | 20 marzo 2002     |                 |
| 9  | Doppelleben        | Doppia vita               | 27 marzo 2002     |                 |
| 10 | Sport ist Mord     | Lo sport uccide           | 3 aprile 2002     |                 |